# Heinrich Ribbe

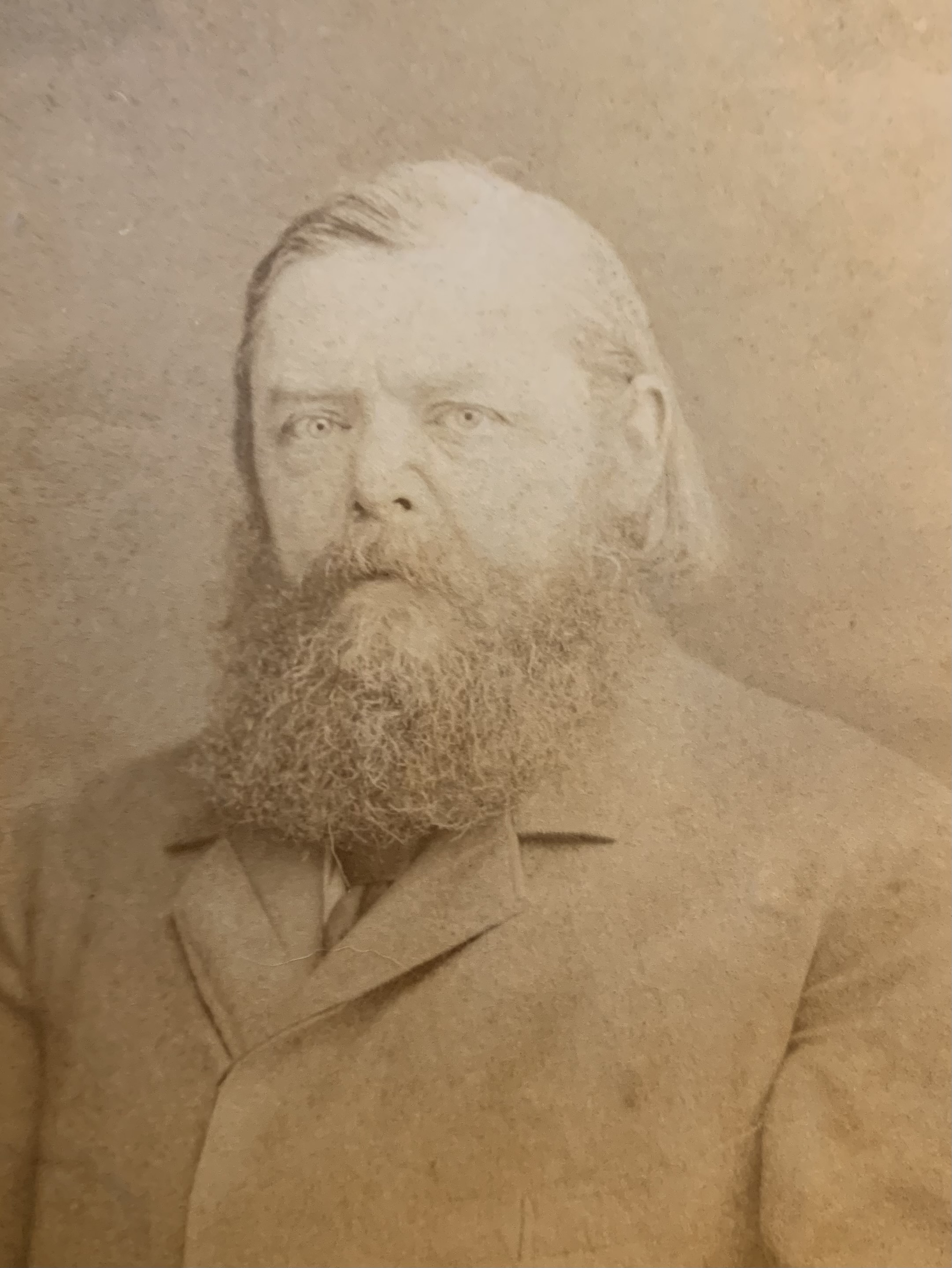
Heinrich Ribbe

Heinrich Ribbe (* 13. Juni 1832 in Berlin; † 19. Januar 1898 in Oberlößnitz) war ein deutscher Naturalienhändler und Entomologe.

## Leben
Heinrich Ribbe besuchte das Gymnasium zum Grauen Kloster in Berlin und wirkte anschließend zunächst bis Ende der 1860er Jahre in unterschiedlichen Geschäftsbereichen als Kaufmann. Nach dieser Zeit unternahm er als Insektensammler eine mehrmonatige entomologische Sammelreise auf die Krim und führte 1872 seine erste Sammelreise nach Andalusien durch. Danach trat er in Blasewitz in die Firma Otto Staudinger ein und führte für Otto Staudinger in der Provinz Chiriquí in Panama Aufsammlungen durch. Im Jahre 1876 gründete er eine eigene Insektenhandlung und unternahm im Jahr 1880 gemeinsam mit seinem Sohn Carl Ribbe eine weitere Sammelreise nach Andalusien. Im Jahr 1882 beauftragte er seinen Sohn Carl Ribbe und den für ihn als Präparator arbeitenden Heinrich Kühn mit einer Sammelexkursion nach Niederländisch-Indien. Später begleitete später noch den Breslauer Sammler Max Wiskott (1840–1911) auf Exkursionen nach Tirol und Norwegen.
Er war Mitglied und zeitweilig auch 2. Vorsitzender des Entomologischen Vereins Iris zu Dresden, dessen Deutsche Entomologische Zeitschrift Iris er mit begründete.
Seine Privat-Sammlung von Buprestidae aus aller Welt kam über Oskar Löbel 1882 an das Museum für Tierkunde Dresden.
Er war verheiratet und hatte 14 Kinder.